# 小菅勇太郎
小菅 勇太郎（こすげ ゆうたろう、生年月日不明 - 2004年12月19日）は、日本の漫画家。
少女漫画のようなタッチが特徴だが、もっぱら成年向けの作品を発表した。2004年12月、悪性リンパ腫のため逝去した。

## 作品リスト
- 『きれいな恋をしよう』 蒼竜社（プラザコミックス） 2000年7月30日発行、ISBN 4-88386-051-5（ISBN 978-4-88386-051-7）
- 『追憶の少年』 蒼竜社（プラザコミックス） 2001年7月1日発行、ISBN 4-88386-085-X（ISBN 978-4-88386-085-2）
- 『愛しのジュリエット』 シュベール出版（零式コミックス） 2002年8月30日発行、ISBN 4-88332-256-4（ISBN 978-4-88332-256-5）
- 『PARADISO (1)』 蒼竜社（プラザcomix） 2002年12月20日発行、ISBN 4-88386-158-9（ISBN 978-4-88386-158-3）
著者の死去により未完。単行本未収録部分があるが第2巻発売の予定は未定。
- 『地上の天使』 リイド社（SPコミックス） 2003年12月28日発行、ISBN 4-8458-2467-1（ISBN 978-4-8458-2467-0）
- 『きれいな恋をしよう～双星～』 大都社（ダイトコミックス） 2004年7月11日発行、ISBN 4-88653-818-5（ISBN 978-4-88653-818-5）
2000年発行『きれいな恋をしよう』に読み切り1話を加えた新装版。
- 『BOYS n' GIRLS』 一迅社（ZERO-SUMコミックス） 2005年8月15日発行、ISBN 4-7580-0261-4（ISBN 978-4-7580-0261-5）
表題作は著者の死去により未完。